# Actinodendronidae
Actinodendronidae — родина одиночних коралових поліпів ряду Актинії (Actiniaria). Описано 10 видів у трьох родах.
Представники родини поширенні тільки в індо-тихоокеанському регіоні. Ротовий диск з цих актиній витягується в змінну кількість розгалужених виступів, які роблять їх схожими на дерево. Ці тварини зустрічаються на мілководді, в захищених від вітру місцях з піщаним або мулистим дном. За рідкісними винятками, тіло цих актиній поховане в субстраті. Тільки ротовий диск і корону з сильно розгалужених щупалець видно. Кілька видів цієї родини населяють скелясті субстрати або навіть живуть серед коралових гілок. Ці тварини відомі під назвою «пекучі морські анемони» через їх здатність сильно жалити людей.

## Роди
- Actinodendron Blainville, 1830
- Actinostephanus Kwietniewski, 1897
- Megalactis Hemprich & Ehrenberg in Ehrenberg, 1834